# Motor Fittings & Engineering Company
Motor Fittings & Engineering Company war ein britischer Hersteller von Automobilen.

## Unternehmensgeschichte
Das Unternehmen aus Redhill begann 1900 mit der Produktion von Automobilen. Der Markenname lautete Wilbury. Die Fahrzeuge waren auch als Bausatz lieferbar. Im gleichen Jahr endete die Produktion.

## Fahrzeuge
Das einzige Modell war der 5 HP. Dies war eine Voiturette. Die offene Karosserie bot Platz für drei Personen, wobei sich der einzelne Sitz vorne befand, möglicherweise in Vis-à-vis-Form. Der wassergekühlte Motor war im Heck montiert und trieb die Hinterachse an.